# VTJ Olomouc
El Vojenská tělovýchovná jednota Olomouc (en español: Unidad Deportiva Militar de Olomouc), conocido simplemente como VTJ Olomouc, fue un equipo de fútbol de Checoslovaquia que alguna vez jugó en la Primera División de Checoslovaquia, primera división de fútbol en el país.

## Historia
Fue fundado en el año 1952 en la ciudad de Olomouc con el nombre Kridla vlasti Olomouc, y usó varios nombres en su historia:
- 1952/56: Křídla vlasti Olomouc
- 1956/71: VTJ Dukla Olomouc
- 1971/75: VTJ Olomouc

Un año más tarde debuta en la Primera División de Checoslovaquia, liga en la cual participó en dos temporadas hasta que descendió en 1954 al terminar en undécimo lugar, y posteriormente militó entre la segunda y tercera división hasta que desaparece en 1975 para dar origen al VTJ Letec Hradec Králové.
El club jugó un total de 2 temporadas en la Primera División de Checoslovaquia, 35 partidos, 13 victorias, 8 empates y 14 derrotas, 40 goles a favor y 33 en contra.

## Jugadores

### Jugadores destacados
| - Jiří Hledík | - Tadeáš Kraus | - Viliam Schrojf |